# 伊朗伊斯蘭共和國新聞網絡
伊朗伊斯蘭共和國新聞網絡（波斯語：شبکه خبر جمهوری اسلامی ایران，簡稱：IRINN）是伊朗伊斯蘭共和國廣播電視台的一條新聞頻道，其總部位於德黑蘭詹美·詹姆公園。該頻道的主要播放內容為政治新聞類節目，但他亦會播放一些體育、科學和醫藥新聞節目。另外，該頻道的主要播放語言為波斯語，但他也有包含一些英語和阿拉伯語特備節目，而該頻道會在當地時間正午及下午1時播放英語新聞提要。

## 外部連結
- 伊朗伊斯蘭共和國新聞網絡官方網站 （页面存档备份，存于）